# Mitotan
Mitotan este un agent chimioterapic utilizat în tratamentul carcinomului adrenocortical. Calea de administrare disponibilă este cea orală.